# NOAAS Ka'imimoana (R 333)
Le NOAAS Ka'imimoana (R 333) était un navire océanographique de la flotte de la NOAA (National Oceanic and Atmospheric Administration) en service de 1996 à 2015. 
Auparavant il était un navire de surveillance de l'United States Navy, sous le nom de USNS Titan (T-AGOS-15), de 1989 à 1993.

## Historique

### U.S. Navy
Vindicator a été commandé le 30 juin 1986 et la pose de la quille a été effectué le 30 octobre 1986 par lVT Halter Marine à Moss Point (État du Mississippi) et mis à l'eau le 18 juin 1988. Il a été livré à la US Navy le 8 mars 1989 et le navire a été transféré au sein du commandement militaire du transport maritime le même jour en tant que USNS Vindicator (T-AGOS-3). Conçu pour collecter des données acoustiques de lutte anti-sous-marine durant la Guerre froide à l’aide du matériel de sonar Surveillance Towed Array Sensor System (en) (SURTASS), il a passé les dernières années de la guerre froide à la recherche de sous-marins de la Marine soviétique.
Après la dislocation de l'URSS à la fin du mois de décembre 1991, mettant fin à la guerre froide, la nécessité de telles opérations de recherche a diminué. Le 30 juin 1993, l'US Navy l'a retiré du service actif et il a été radié du Naval Vessel Register pour le louer à la garde côtière des États-Unis.

### NOAA
La conversion de Titan en un navire de recherche océanographique a commencé en mai 1995 au chantier naval de Maritime Contractors, Inc., à Bellingham, dans l’État de Washington. Livré à la NOAA en avril 1996 après l'achèvement de la conversion, le navire a été mis en service sous le nom de NOAAS Ka'imimoana (R 333) le 25 avril 1996.
Il peut accueillir 33 personnes dans 21 cabines simples et six cabines doubles, ce qui lui permet de transporter jusqu'à 12 scientifiques. Il peut accueillir 24 personnes à la fois dans les réfectoires de l’équipage, huit dans la salle avant et 16 dans la salle arrière. Il dispose d'une salle de traitement médical avec une couchette, supervisée par un responsable des programmes de santé des services de santé publique des États-Unis. Il dispose de 88 m² de laboratoires. Sur le pont, il est équipé d’ un treuil de braquage, d’un treuil CTD, de trois grues, d’un châssis en A et d’un châssis en J. Il transporte deux bateaux, un bateau pneumatique à coque rigide de sauvetage (RHIB) de 6,7 m et un bateau utilitaire gonflable de 5,2 m. il est équipé d' échosondeurs, d'un transducteur de déclenchement acoustique monté sur la coque, d'un fathomètre de navigation, de radars, de récepteurs de Global Positioning System, d'un radiocompas VHF et d'un gyrocompas Sperry Corporation.

### Carrière
Il avait pour port d'attache Pearl Harbor, à Hawaï. Il était le seul navire de la NOAA à se consacrer uniquement à la recherche climatologique. Il a soutenu le Tropical Atmosphere Ocean project (en) de la NOAA, conçu pour améliorer la compréhension du rôle de l'océan tropical dans la modification du climat de la planète.  Ka'imimoana a déployé, récupéré et desservi les mouillages en eau profonde du National Data Buoy Center, qui mesurent les courants océaniques, la température de l’ océan et les variables atmosphériques dans l’océan Pacifique équatorial et ont transmis les mesures des bouées en temps réel au Pacific Marine Environmental Laboratory (en) de la NOAA à Seattle. Il a également mesuré en permanence les courants en haute mer, la salinité de surface, la teneur en dioxyde de carbone et les conditions atmosphériques au niveau de la mer pendant le trajet.

## RV Ocean Titan
Ka'imimoana a été retiré par la NOAA le 18 juin 2014. Il a été acheté par Pacific Survey Group  en 2015 et renommé RV Ocean Titan et tous les systèmes du navire ont été renouvelés et remis à niveau avec la technologie moderne. De plus, ses améliorations la rendent non seulement polyvalente, mais également incroyablement efficace et silencieux du fait de son atténuation acoustique et de ses nombreuses vibrations. Les améliorations ont également augmenté la vitesse, la portée et l'endurance du navire.

## Note et référence
- (en) Cet article est partiellement ou en totalité issu de l’article de Wikipédia en anglais intitulé « USNS Titan (T-AGOS-15) » (voir la liste des auteurs).

1. ↑  Pacific Survey Group